# أرماندو إنريكيز فلوريس
أرماندو إنريكيز فلوريس (بالإسبانية: Armando Enríquez Flores)‏ هو مهندس معماري وسياسي مكسيكي، ولد في 2 مايو 1963 في دورانجو في المكسيك. حزبياً، نشط في حزب العمل الوطني. وقد انتخب عضو مجلس النواب المكسيك.